# عبد الله الزروق
عبد الله الزروق    (1952م -) هو مخرج سينمائي وتلفزي ليبي بداء عمله ملقن مسرحي ثم انضم الي فرقة المسرح الليبي بعدها اسس اول نادي سينمائي ليبي عام 1968 ثم عمل في الهيئة العامة للخيالة وبعد ذلك مديرا للمركز القومي للسينما التابع للهيئة العامة للسينما والمسرح والفنون قدم العديد من الأفلام لسينما ليبيا إضافة للعديد من المسلسلات الدرامية الليبية كانت بدايته في العمل الإخراجي في سن التاسعة عشر ضمن كوادر الشركة العامة للخيالة في ليبيا مع مستهل سبعينيات القرن الماضي ساهم في فتح نوافذ عديدة على رموز وأعمال سينمائية شكلت الذاكرة السينمائية لأجيال كثيرة في العالم. كما أتيحت له مساحات بدون حدود للعمل كمخرج.

## الأعمال

### السينما
- 1972: «عندما يقسو القدر».
- 1973: «الشمس لن تغرب عن مدينتي».
- 1974: «هزيمة الظلام».
- 1981: «السيرة الذاتية لبائع السجائر».
- 1993: «إلى من يهمه الأمر».
- 1994: «معزوفة المطر».
- 1995: «أحلام صغيرة» .
- 1996: «الأجنحة».
- «الأملاك المستردة».
- «العشب دائما أخضر».
- «طريق الحرير».
- «رئة الأرض».

### الأعمال التلفزية
- الوجه الآخر للقمر
- اليقين
- وشاء القدر
- مسلسل الصراع
- الخال وخدوجة

## وصلات خارجية
- عبد الله الزروق: ما يحدث الآن اشبه بتحقيقات مصورة - من موقع الجزيرة الوثائقية
- الجمعية الليبية للسينما - الخيالة الليبية